# Jugoslavien i olympiska sommarspelen 1980
Jugoslavien deltog i de olympiska sommarspelen 1980 med en trupp bestående av 164 deltagare, 136 män och 28 kvinnor, vilka deltog i 69 tävlingar i 17 sporter. Landet slutade på 14:e plats i medaljligan, med två guldmedaljer och nio medaljer totalt.

## Medaljer
| Medalj | Namn                                    | Sport      | Gren                    |
| ------ | --------------------------------------- | ---------- | ----------------------- |
| 1      | Jugoslaviens herrlandslag i basket      | Basket     | Herrarnas turnering     |
| 1      | Slobodan Kačar                          | Boxning    | Lätt tungvikt           |
| 2      | Jugoslaviens damlandslag i handboll     | Handboll   | Damernas turnering      |
| 2      | Zoran Pančić Milorad Stanulov           | Rodd       | Herrarnas dubbelsculler |
| 2      | Jugoslaviens herrlandslag i vattenpolo  | Vattenpolo | Herrarnas turnering     |
| 3      | Jugoslaviens damlandslag i basket       | Basket     | Damernas turnering      |
| 3      | Duško Mrduljaš Zlatko Celent Josip Reic | Rodd       | Herrarnas tvåa          |
| 3      | Radomir Kovačević                       | Judo       | Herrarnas +95 kg        |
| 3      | Šaban Sejdi                             | Brottning  | Herrarnas fristil 68kg  |

## Basket
Herrar
Gruppspel
| Lag         | Poäng | Vinster | Förluster | PF  | PA  | PD  |
| ----------- | ----- | ------- | --------- | --- | --- | --- |
| Jugoslavien | 6     | 3       | 0         | 328 | 249 | +79 |
| Spanien     | 5     | 2       | 1         | 286 | 241 | +45 |
| Polen       | 4     | 1       | 2         | 256 | 294 | -38 |
| Senegal     | 3     | 0       | 3         | 196 | 282 | -86 |

Slutspel
| Nr | Lag           | S | V | O | F | GM  | IM  | MS  | P  |
| -- | ------------- | - | - | - | - | --- | --- | --- | -- |
| 1  | Jugoslavien   | 5 | 5 | 0 | 0 | 506 | 442 | +64 | 10 |
| 2  | Italien       | 5 | 3 | 0 | 2 | 419 | 438 | −19 | 8  |
| 3  | Sovjetunionen | 5 | 3 | 0 | 2 | 505 | 468 | +37 | 8  |
| 4  | Spanien       | 5 | 2 | 0 | 3 | 488 | 485 | +3  | 7  |
| 5  | Brasilien     | 5 | 2 | 0 | 3 | 448 | 477 | −29 | 7  |
| 6  | Kuba          | 5 | 0 | 0 | 5 | 434 | 490 | −56 | 5  |

Damer
Gruppspel
| Lag           | V | F | PF  | PA  | PD   | Poäng |
| ------------- | - | - | --- | --- | ---- | ----- |
| Sovjetunionen | 5 | 0 | 553 | 316 | +237 | 10    |
| Bulgarien     | 4 | 1 | 440 | 405 | +35  | 9     |
| Jugoslavien   | 3 | 2 | 356 | 364 | –8   | 8     |
| Ungern        | 2 | 3 | 344 | 407 | –63  | 7     |
| Kuba          | 1 | 4 | 346 | 403 | –57  | 6     |
| Italien       | 0 | 5 | 308 | 452 | –144 | 5     |

Bronsmatch
| 30 juli |  | Jugoslavien | 68–65 | Ungern |  | Olimpijskij, Moskva |

## Boxning
Bantamvikt
- Fazlija Sacirović
  1. Första omgången — Bye
  2. Andra omgången — Förlorade mot Veli Koota (Finland) efter att domaren stoppade matchen i den andra omgången

Fjädervikt
- Dejan Marović
  1. Första omgången — Bye
  2. Andra omgången — Besegrade Miroslav Šandor (Tjeckislovakien) på poäng (5-0)
  3. Tredje omgången — Förlorade mot Krzysztof Kosedowski (Polen) på poäng (1-4)

Lättvikt
- Geza Tumbas
  1. Första omgången — Besegrade Norman Stevens (Australien) på poäng (4-1)
  2. Andra omgången — Förlorade mot Angel Herrera (Kuba) på poäng (0-5)

Lätt weltervikt
- Ace Rusevski
  1. Första omgången — Besegrade Margarit Anastasov (Bulgarien) på poäng (4-1)
  2. Andra omgången — Besegrade Boualem Belaouane (Algeriet) på poäng (5-0)
  3. Kvartsfinal — Förlorade mot Patrizio Oliva (Italien) på poäng (2-3)

Tungvikt
- Aziz Salihu
  1. Första omgången — Förlorade Piotr Zaev (Sovjetunionen) på poäng (0-5)

## Bågskytte
Herrarnas individuella tävling
- Zoran Matković — 2410 poäng (11:e plats)

## Cykling
Herrarnas linjelopp
- Bruno Bulić
- Vinko Polončič
- Bojan Ropret
- Bojan Udovič

Herrarnas lagtempolopp
- Bruno Bulić
- Vinko Polončič
- Bojan Ropret
- Bojan Udovič

## Fotboll
Gruppspel
|             | Spelade | Vinster | Oavgjorda | Förluster | Gjorda mål | Insläppta mål | Poäng |
| ----------- | ------- | ------- | --------- | --------- | ---------- | ------------- | ----- |
| Jugoslavien | 3       | 2       | 1         | 0         | 6          | 3             | 5     |
| Irak        | 3       | 1       | 2         | 0         | 4          | 1             | 4     |
| Finland     | 3       | 1       | 1         | 1         | 3          | 2             | 3     |
| Costa Rica  | 3       | 0       | 0         | 3         | 2          | 9             | 0     |

Slutspel
|  | Kvartsfinal              | Kvartsfinal           |                         |   | Semifinal               | Semifinal               |   |  | Final | Final |
|  |                          |                       |                         |   |                         |                         |   |  |       |       |
|  | 27 juli 1980 - Moskva    |                       |                         |   |                         |                         |   |  |       |       |
|  |                          |                       |                         |   |                         |                         |   |  |       |       |
|  | Sovjetunionen            | 2                     |                         |   |                         |                         |   |  |       |       |
|  | Sovjetunionen            | 2                     | 29 juli 1980 - Moskva   |   |                         |                         |   |  |       |       |
|  | Kuwait                   | 1                     |                         |   |                         |                         |   |  |       |       |
|  | Kuwait                   | 1                     | Östtyskland             | 1 |                         |                         |   |  |       |       |
|  | 27 juli 1980 - Kiev      |                       | Östtyskland             | 1 |                         |                         |   |  |       |       |
|  |                          | Sovjetunionen         | 0                       |   |                         |                         |   |  |       |       |
|  | Östtyskland              | Sovjetunionen         | 0                       | 4 |                         |                         |   |  |       |       |
|  | Östtyskland              |                       | 2 augusti 1980 - Moskva | 4 |                         |                         |   |  |       |       |
|  | Irak                     | 0                     |                         |   |                         |                         |   |  |       |       |
|  | Irak                     | 0                     | Tjeckoslovakien         | 1 |                         |                         |   |  |       |       |
|  | 27 juli 1980 - Leningrad |                       | Tjeckoslovakien         | 1 |                         |                         |   |  |       |       |
|  |                          | Östtyskland           | 0                       |   |                         |                         |   |  |       |       |
|  | Tjeckoslovakien          | Östtyskland           | 0                       | 3 |                         |                         |   |  |       |       |
|  | Tjeckoslovakien          | 29 juli 1980 - Moskva |                         | 3 |                         |                         |   |  |       |       |
|  | Kuba                     | 0                     |                         |   |                         |                         |   |  |       |       |
|  | Kuba                     | 0                     | Tjeckoslovakien         | 2 | Bronsmatch              | Bronsmatch              |   |  |       |       |
|  | 27 juli 1980 - Minsk     |                       | Tjeckoslovakien         | 2 | Bronsmatch              | Bronsmatch              |   |  |       |       |
|  |                          | Jugoslavien           | 0                       |   | 1 augusti 1980 - Moskva | 1 augusti 1980 - Moskva |   |  |       |       |
|  | Jugoslavien              | Jugoslavien           | 0                       | 3 | 1 augusti 1980 - Moskva | 1 augusti 1980 - Moskva |   |  |       |       |
|  | Jugoslavien              |                       |                         |   |                         | Sovjetunionen           | 2 |  |       |       |
|  | Algeriet                 | 0                     |                         |   |                         | Sovjetunionen           | 2 |  |       |       |
|  | Algeriet                 | 0                     | Jugoslavien             | 0 |                         |                         |   |  |       |       |
|  |                          |                       | Jugoslavien             | 0 |                         |                         |   |  |       |       |

## Friidrott
Herrarnas 200 meter
- Aleksandar Popović
  - Heat — 21,65
  - Kvartsfinal — 21,66 (→ gick inte vidare)

Herrarnas 400 meter
- Josip Alebić
  - Heat — 47,61
  - Kvartsfinal — 46,60 (→ gick inte vidare)

Herrarnas 800 meter
- Milovan Savić
  - Heat — 1:49,2
  - Semifinal — 1:47,6 (→ gick inte vidare)

Herrarnas 1 500 meter
- Dragan Zdravković
  - Heat — 3:44,0
  - Semifinal — 3:43,4
  - Final — 3:43,1 (→ 9:e plats)

Herrarnas 4 x 400 meter stafett
- Zeijko Knapić, Milovan Savić, Rok Kopitar och Josip Alebić
  - Heat — 3:05,3 (→ gick inte vidare)

Herrarnas 110 meter häck
- Borislav Pisić
  - Heat — 14,13
  - Semifinal — 14,16 (→ gick inte vidare)

- Petar Vukičević
  - Heat — 14,19
  - Semifinal — 14,12 (→ gick inte vidare)

Herrarnas 400 meter häck
- Rok Kopitar
  - Heat — 50,34
  - Semifinal — 50,55
  - Final — 49,67 (→ 5:e plats)

Herrarnas höjdhopp
- Vaso Komnenić
  - Kval — 2,21 m
  - Final — 2,24 m (→ 6:e plats)

Herrarnas längdhopp
- Nenad Stekić
  - Kval — 5,75 m (→ gick inte vidare)

Herrarnas tresteg
- Milan Spasojević
  - Kval — 16,48 m
  - Final — 16,09 m (→ 10:e plats)

Herrarnas kulstötning
- Vladimir Milic
  - Kval — 20,56 m
  - Final — 20,07 m (→ 8:e plats)

Damernas 1 500 meter
- Breda Pergar
  - Heat — 4:13,2 (→ gick inte vidare)

Damernas höjdhopp
- Lidija Benedetič
  - Kval — 1,80 m (→ gick inte vidare)

## Handboll
Herrar
Gruppspel
| Rank | Lag           | Pld | W | D | L | GF  | GA  | Poäng |  | Sovjetunionen | Rumänien | Socialistiska federativa republiken Jugoslavien | Olympic flag for Switzerland | Algeriet | Kuwait |
| ---- | ------------- | --- | - | - | - | --- | --- | ----- |  | ------------- | -------- | ----------------------------------------------- | ---------------------------- | -------- | ------ |
| 1.   | Sovjetunionen | 5   | 4 | 0 | 1 | 134 | 75  | 8     |  | X             | 19:22    | 22:17                                           | 22:15                        | 33:10    | 38:11  |
| 2.   | Rumänien      | 5   | 4 | 0 | 1 | 119 | 88  | 8     |  | 22:19         | X        | 21:23                                           | 18:16                        | 26:18    | 32:12  |
| 3.   | Jugoslavien   | 5   | 4 | 0 | 1 | 132 | 92  | 8     |  | 17:22         | 23:21    | X                                               | 26:21                        | 22:18    | 44:10  |
| 4.   | Schweiz       | 5   | 2 | 0 | 3 | 110 | 98  | 4     |  | 15:22         | 16:18    | 21:26                                           | X                            | 26:18    | 32:14  |
| 5.   | Algeriet      | 5   | 1 | 0 | 4 | 94  | 124 | 2     |  | 10:33         | 18:26    | 18:22                                           | 18:26                        | X        | 30:17  |
| 6.   | Kuwait        | 5   | 0 | 0 | 5 | 64  | 176 | 0     |  | 11:38         | 12:32    | 10:44                                           | 14:32                        | 17:30    | X      |

Damer
| Rank | Lag               | Pld | W | D | L | GF  | GA  | Poäng |  | Sovjetunionen | Socialistiska federativa republiken Jugoslavien | Östtyskland | Ungern | Tjeckoslovakien |       |
| ---- | ----------------- | --- | - | - | - | --- | --- | ----- |  | ------------- | ----------------------------------------------- | ----------- | ------ | --------------- | ----- |
| 1    | Sovjetunionen     | 5   | 5 | 0 | 0 | 99  | 52  | 10    |  | X             | 18:9                                            | 18:13       | 16:12  | 17:7            | 30:11 |
| 2    | Jugoslavien       | 5   | 3 | 1 | 1 | 107 | 67  | 7     |  | 9:18          | X                                               | 15:15       | 19:10  | 25:15           | 39:9  |
| 3    | Östtyskland       | 5   | 3 | 1 | 1 | 91  | 58  | 7     |  | 13:18         | 15:15                                           | X           | 19:9   | 16:10           | 28:6  |
| 4    | Ungern            | 5   | 1 | 1 | 3 | 80  | 74  | 3     |  | 12:16         | 10:19                                           | 9:19        | X      | 10:10           | 39:10 |
| 5    | Tjeckoslovakien   | 5   | 1 | 1 | 3 | 65  | 78  | 3     |  | 7:17          | 15:25                                           | 10:16       | 10:10  | X               | 23:10 |
| 6    | Kongo-Brazzaville | 5   | 0 | 0 | 5 | 46  | 159 | 0     |  | 11:30         | 9:39                                            | 6:28        | 10:39  | 10:23           | X     |